# Karl Siegfried Bader
Karl Siegfried Bader (* 27. August 1905 in Waldau; † 13. September 1998 in Zürich) war ein deutscher Jurist und Rechtshistoriker.

## Leben
Bader war der Sohn eines Hauptlehrers und wuchs in Geisingen bei Donaueschingen in ländlicher Umgebung auf. Im Jahre 1924 legte er auf dem dortigen Gymnasium sein Abitur ab. Er studierte an den Universitäten Tübingen, Wien, Heidelberg und Freiburg im Breisgau und wurde 1928 mit dem Thema Das Schiedsverfahren in Schwaben vom 12. bis zum ausgehenden 16. Jahrhundert an der Universität Freiburg zum Doktor der Rechte promoviert. Anschließend arbeitete er einige Jahre im Justizdienst des Landes Baden, wurde aber 1933 infolge der politischen Verhältnisse entlassen. Daher eröffnete Bader in Freiburg eine Anwaltskanzlei; dabei engagierte er sich stark für Juden und andere vom NS-Staat Verfolgte. 1937 zog er sich von dieser politisch schwierigen Tätigkeit zurück. Von 1936 bis 1945 war Bader Leiter des Fürstlich-Fürstenbergischen Archivs in Donaueschingen. Zwischen 1938 und 1952 war er Vorsitzender der Abteilung Geschichte im Donaueschinger Verein für Geschichte und Naturgeschichte der Baar und als solcher verantwortlich für die 1940 und dann erst 1950 wieder erscheinenden Schriftenbände des Vereins. Im Jahre 1942 habilitierte er sich an der Universität Freiburg in Rechtsgeschichte und Kirchenrecht. Schon ein Jahr zuvor war er zum Militär einberufen worden, wo er als Schreiber und Verteidiger vor Militärgerichten tätig war. Im Juli 1945 kehrte er aus amerikanischer Kriegsgefangenschaft heim. Noch im selben Jahr wurde er von der französischen Militärregierung zum Oberstaatsanwalt berufen und 1946 zum Generalstaatsanwalt am Oberlandesgericht Freiburg befördert. In dieser Funktion führte er unter anderem die Anklage gegen die Brandstifter der Freiburger Synagoge und den Erzberger-Mörder Heinrich Tillessen.
Aus Enttäuschung über die Schwierigkeiten und Misserfolge bei der Strafverfolgung von NS-Tätern legte Bader 1951 sein Amt als Generalstaatsanwalt nieder. Er folgte stattdessen einem Ruf als Professor für Rechtsgeschichte an die Universität Mainz. 1953 übernahm er den Lehrstuhl für schweizerische und deutsche Rechtsgeschichte an der Universität Zürich. Dort blieb er bis zu seiner Emeritierung im Jahre 1975. Sein Forschungsschwerpunkt lag auf Rechtsgeschichte und Landesgeschichte besonders des alemannischen Raums. Insgesamt hat Bader über 1100 Veröffentlichungen zu Strafrecht, Rechts-, Verfassungs- und Landesgeschichte vorzuweisen. Er war Mitbegründer und Mitherausgeber der JuristenZeitung. Seit 1952 betreute er den Literaturteil der Germanistischen Abteilung der Zeitschrift der Savigny-Stiftung für Rechtsgeschichte.
Bader erhielt zahlreiche Ehrungen, u. a. 1985 das Bundesverdienstkreuz 1. Klasse und die Verdienstmedaille des Landes Baden-Württemberg. 1972 wurde er Ehrendoktor der Ludwig-Maximilians-Universität München. Im selben Jahr wurde er zum korrespondierenden Mitglied der Heidelberger Akademie der Wissenschaften gewählt. Er ist Ehrenbürger der Stadt Elzach und der Stadt Geisingen, wo er auch beigesetzt ist.

## Schriften (Auswahl)
- Der deutsche Südwesten in seiner territorialstaatlichen Entwicklung, Koehler, Stuttgart 1950, Thorbecke, 2. Aufl., Sigmaringen 1978, ISBN 978-3-7995-6028-3.
- Studien zur Rechtsgeschichte des mittelalterlichen Dorfes, 3 Bände, Böhlau, Weimar 1957–1973,
  - Bd. 1: Das mittelalterliche Dorf als Friedens- und Rechtsbereich, Böhlau, 3. Aufl., Köln, Wien 1981, ISBN 978-3-412-06981-0;
  - Bd. 2: Dorfgenossenschaft und Dorfgemeinde, Böhlau, 2. Aufl., Köln, Wien, Graz 1974, ISBN 978-3-205-00014-3;
  - Bd. 3: Rechtsformen und Schichten der Liegenschaftsnutzung im mittelalterlichen Dorf. Mit Ergänzungen und Nachträgen zu den Teilen 1 und 2 der Studien zur Rechtsgeschichte des mittelalterlichen Dorfes, Böhlau, Köln, Wien, Graz 1973, ISBN 978-3-205-07102-0.
- Ausgewählte Schriften zur Rechts- und Landesgeschichte, hrsg. von Clausdieter Schott und Helmut Maurer, 3 Bände, Thorbecke, Sigmaringen 1983–1984.
- zusammen mit Gerhard Dilcher: Deutsche Rechtsgeschichte. Land und Stadt, Bürger und Bauer im alten Europa, Springer, Berlin u. a. 1999, ISBN 978-3-642-63677-6.

Online verfügbare Aufsätze:
- Friedrich von Hundbiß, der letzte Obervogt der Reichenau, und seine „Historisch-Topographische Beschreibung der Insel Reichenau“. In: Schriften des Vereins für Geschichte des Bodensees und seiner Umgebung, 78. Jg., 1960, S. 1–64 (Digitalisat).
- Ein Oberamtmann der Landgrafschaft Heiligenberg im Zeitalter des Dreißigjährigen Krieges. In: Schriften des Vereins für Geschichte des Bodensees und seiner Umgebung, 84. Jg., 1966, S. 19–38 (Digitalisat).
- Manngrab und Hofstatt. In: Schriften des Vereins für Geschichte des Bodensees und seiner Umgebung, 92. Jg., 1974, S. 131–168 (Digitalisat).